# Młodynie Dolne
Młodynie Dolne (prononciation : [mwɔˈdɨɲɛ ˈdɔlnɛ]) est un village polonais de la gmina de Radzanów dans le powiat de Białobrzegi de la voïvodie de Mazovie dans le centre-est de la Pologne.
Il se situe à environ 3 kilomètres au sud-est de Radzanów (siège de la gmina), 14 kilomètres au sud de Białobrzegi (siège du powiat) et à 77 kilomètres au sud de Varsovie (capitale de la Pologne).

## Histoire
De 1975 à 1998, le village appartenait administrativement à la voïvodie de Radom.